# شبکه پیشرفته دیجیتال
شبکه پیشرفته دیجیتال پیشرفته (iDEN) (به انگلیسی: Integrated Digital Enhanced Network)، یک تکنولوژی ارتباطات سیار است، توسعه یافته شده توسط موتورولا که کاربر را از مزایای رادیو ترانک و تلفن همراه برخوردار می‌کند. این شبکه، توسط بسیاری از تحلیلگران صنعت فناوری، اولین شبکه اجتماعی موبایل (mobile social network) نامیده شد.iDEN در مقایسه با سیستم‌های رادیویی سلولی و دو طرفه آنالوگ، کاربران بیشتری با استفاده از فشرده کردن گفتگو و time division multiple access) TDMA) را در یک فضای طیفی خاص قرار می‌دهد.

## تاریخچه
پروژه IDEN در ابتدا به تحت عنوان Motorola Integrated Radio System) MIRS) در اوایل سال ۱۹۹۹ آغاز به کار شد. این آزمایش یک آزمایشگاه آزمایشگاهی نرم‌افزاری بود که بر استفاده از طیف ناپیوسته برای GSM بی‌سیم.
سیستم‌های GSM، به‌طور معمول به ۲۴ کانال صوتی مبهم نیاز دارند، اما پلتفرم نرم‌افزاری اصلی MIRS به صورت کانال‌های تکه‌تکه شده متحرک انتخاب شده در طیف فرکانس رادیویی به گونه‌ای که یک سوئیچ مخابراتی GSM بتواند مکالمه تلفنی را همانند سناریوی کانال پیوسته شروع کند.

## فرکانس‌های عملیاتی
IDEN برای کار با فرکانس‌های فردی که ممکن است متناقض نباشد، طراحی و مجاز شده‌است. IDEN در کانال‌های ۲۵ کیلوهرتز کار می‌کند، اما فقط ۲۰ کیلوهرتز را اشغال می‌کند تا از طریق باند محافظ محافظت کند. برای مقایسه، دیجیتال ای‌ام‌پی‌اس در بلوک‌های کانال‌های ۳۰ کیلوهرتز مجاز است، اما هر انتشار ۴۰ کیلوهرتز را اشغال می‌کند، و قادر به ارائه همان تعداد مشترکین در هر کانال به عنوان iDEN است. iDEN برای انتقال و دریافت سیگنال‌ها به‌طور جداگانه با انتقال و دریافت باند از هم جدا شده توسط بسته‌های فرکانس مورد استفاده، از ۳۹ مگاهرتز، ۴۵ مگاهرتز یا ۴۸ مگاهرتز استفاده می‌کند.

## شبکه پیشرفته دیجیتال پهن باند (WiDEN)
شبکه پیشرفته دیجیتال پهن باند یا WiDEN ارتقاء نرم‌افزاری است که توسط موتورولا و شرکای آن برای پروتکل تلفن بی‌سیم تخصصی پیشرفته iDEN (یا ESMR) خود ساخته شده‌است. WiDEN به واحد مشترکین سازگار اجازه می‌دهد تا از طریق چهار کانال ۲۵ کیلوهرتز با هم، تا حداکثر ۱۰۰ کیلوبیت بر ثانیه از پهنای باند، ارتباط برقرار کنند. این پروتکل به‌طور کلی یک فناوری سلولی بی‌سیم 2.5G در نظر گرفته می‌شود.

### تاریخچه
iDEN، پلتفورمی که WiDEN آن را پیشرفت داده‌است و پروتکل آن، ابتدا در سال ۱۹۹۳ توسط موتورولا (Motorola)معرفی شد و به عنوان یک شبکه تجاری توسط Nextel در ایالات متحده آمریکا در سپتامبر ۱۹۹۶ راه اندازی شد.
در ابتدا پیش‌بینی می‌شد که WiDEN یک پله بزرگ برای ارائه دهنده تلفن بی‌سیم Nextel Communications و وابسته آن یعنی Nextel Partners باشد. با این حال، با شروع اعلامیه Sprint Nextel در دسامبر ۲۰۰۴، شبکه iDEN Nextel به نفع شبکه Sprint CDMA یا CDMA متوقف شد. WiDEN در اکتبر ۲۰۰۵ در شبکه ملی NEXTEL غیرفعال شد که مجدداً تلاش‌ها در باند ۸۰۰ مگاهرتز با تلاش برای استفاده از این کانالهای داده به عنوان راهی برای اداره بیشتر ترافیک تماس تلفنی تلفن همراه در شبکه iDEN NEXTEL غیرفعال شد. شبکه اصلی iDEN Nextel نهایتاً توسط sprint در تاریخ ۳۰ ژوئن ۲۰۱۳ حذف شد و طیف برای استفاده مجدد در شبکه LTE دوباره خنثی شد.